# Mica Levi

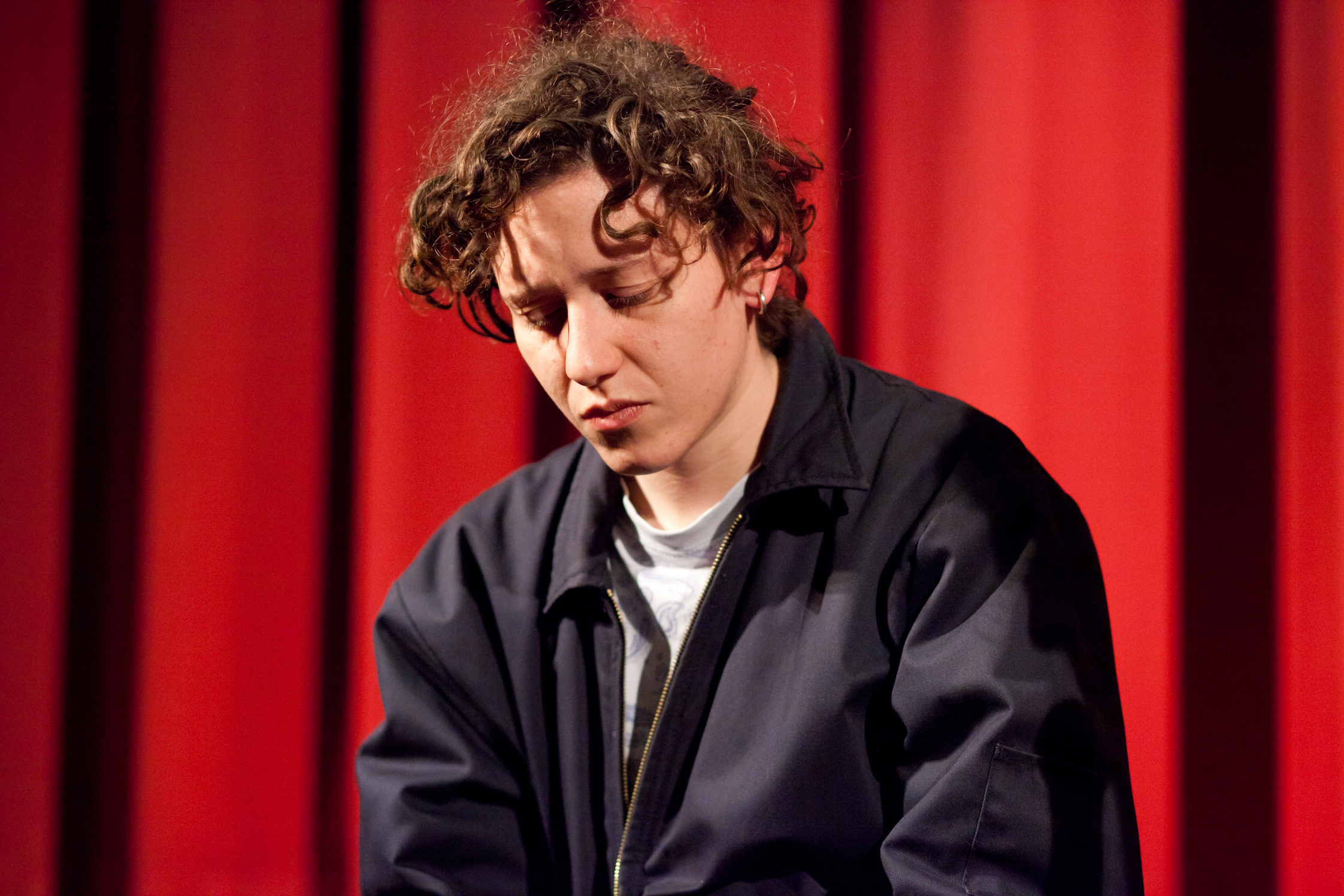
Mica Levi (2014)

Mica Levi (* Februar 1987 in Surrey, Vereinigtes Königreich), auch bekannt unter dem Pseudonym Micachu, stammt aus Großbritannien und ist in Musik und Komposition tätig.

## Leben
Mica Levi ist Kind des Musikwissenschaftlers Erik Levi und der Cellistin Jo Levi, die Filmemacherin Francesca Ruth Levi ist eine Schwester. Im jungen Erwachsenenalter begann Levi in London als DJ unter dem Künstlernamen Micachu zu arbeiten und veröffentlichte das Mixtape Filthy Friends, das sich in der dortigen Club-Szene schnell großer Beliebtheit erfreute.
Levi gründete die Band Micachu and the Shapes (heute Good Sad Happy Bad), die mehrere Alben veröffentlichte. Seit 2013 ist die Komposition von Filmmusik ein Arbeitsfeld Levis’. Der Soundtrack zum Film Jackie: Die First Lady (2016) war für einen Oscar in der Kategorie Beste Filmmusik nominiert. Bei der Verleihung des Europäischen Filmpreises 2014 gewann Levi für die Arbeit an Under the Skin die Auszeichnung in der Kategorie Beste Filmmusik.
2017 wurde Levi in die Academy of Motion Picture Arts and Sciences (AMPAS) aufgenommen, die jährlich die Oscars vergibt.
 Persönliches
Seit 2020 identifiziert sich Levi als nichtbinär und benutzt im Englischen als Pronomen das geschlechtsneutrale they/them.

## Diskografie
- 2009: Jewellery
- 2012: Never
- 2015: Good Sad Happy Bad
- 2016: Remain Calm

## Filmografie
- 2013: Under the Skin
- 2016: Jackie: Die First Lady (Jackie)
- 2017: Marjorie Prime
- 2019: Monos
- 2020: Lovers Rock
- 2020: Zola
- 2023: The Zone of Interest

## Auszeichnungen
- 2017: World Soundtrack Award: Nominierung in der geschlechtsneutralen Rubrik Bester Filmkomponist des Jahres (für Jackie: Die First Lady und Marjorie Prime)[6]